# 林帕尔
林帕尔是德国巴伐利亚州的一个市镇。总面积36.41平方公里，总人口7752人，其中男性3818人，女性3934人（2011年12月31日），人口密度213人/平方公里。